# 今井亮一
今井 亮一（いまい りょういち、1954年6月20日 - ）は、日本の交通ジャーナリスト・著述家。

## 経歴
石川県出身。金沢大学附属小学校、金沢大学附属中学校、石川県立金沢泉丘高等学校卒業。日本大学文理学部心理学科中退。日本放送作家組合（現在の日本脚本家連盟）の「劇画・マンガ原作教室」第一期生（卒業）。運送屋でトラック運転のアルバイト等をしながら漫画原作者を目指していた。
- 1980年代半ば - 道路交通民主化の会の弁護士である高山俊吉との出会いなどにより、交通警察の取り締まりの疑問点を追求する記事を書き始める。
- 1985年8月 - 『ザ・バイク』（毎日新聞社、現在は廃刊）9月号で、活字ライターとしてデビューする。
- 1990年12月 - 代表作『交通取締りに「NO」と言える本』（恒友出版）を出版。軽微で本来取り締まりの対象に値しないような交通違反では不起訴の率はほぼ100％だと叫び、交通取り締まりは警察の利権になっている事を明らかにする。
- 1994年10月 - 交通取り締まりについて考える市民運動団体「Traffic Issues Now」（略称TIN）を起こし、ミニコミ紙『月刊交通違反』を発行する（現在は活動停止）。また、ニフティサーブの自動車・バイク・法律フォーラムなどで不当で横暴な取り締まりの相談を積極的に受ける。
- 1999年2月20日 - TINがホームページ「月刊交通違反on the web」を起こし、本格的にネット活動を開始する。交通取り締まりを扱ったウェブサイトとしては、2ちゃんねる管理人西村博之の「実録！交通違反をもみ消して罰金を払わない方法」（現在は閉鎖）、元ヴァージン生活25年本邦初清純派男性タレント金田亜充彦の「インタ亜充彦」 に次ぐ三番目のスタートになったが、現在ではその質・量とも前作を凌駕し不当な交通違反に悩むネットサーファーのポータルサイトとなっている。
- 2000年6月26日 - 当時は新鋭だった漫画家のウヒョ助と組んだ交通違反裁判漫画『交通被告人前へ!!』がビッグコミックスピリッツ（小学館）で連載され始め、念願の漫画原作者の夢を果たす。
- 2001年7月27日 - メディアワークスが主催し、事実上、自身が運営・管理する掲示板での論争から、名誉毀損による損害の賠償を訴えられる。
- 2001年8月14日 - 自力ホームページ「今井亮一の交通違反相談センター」を開設する。
- 2002年4月22日 - テレビ朝日系「ビートたけしのTVタックル」に、暴露本を出し話題になった元警察官の黒木昭雄とともに出演する。
- 2006年2月5日 - ブログを開設。自力ホームページにあった「焼糞日記」を、徐々に移して行く。
- 2008年5月11日 - 交通違反などで命じられた罰金刑を支払わずに刑務所や拘置所で働く「労役場留置」の件数が急増したと毎日新聞が報道。今井は「私が受けた相談が、（取り締まりに納得がいかないといったものから、単に）罰金を払わなくてすむ方法はないかといったものに変化してきた。払わない理由も成り行きに流されたいいかげんな例が多い。社会全般のモラル低下が顕著に表れている」とコメントしている。

## 著書
- 1987年11月 - 『バイクショック』（共著）径書房 ISBN 4770500556
- 1989年2月10日 - 『道路交通法速度違反事件の手引 - 上下巻セット』（共著）青峰社 ISBN 4795274134
- 1990年12月 - 『誰も教えてくれなかった基礎知識 - 交通取締りに「NO」と言える本』恒友出版 ノンフィクションブックス ISBN 4765200574
- 1992年9月 - 『知らないと損する交通違反の裏のウラ - 交通取締りに「NO」と言える本2』（共著）恒友出版 ノンフィクションブックス ISBN 4765220656
- 1993年3月 - 『交通違反・事故で困らない本 - 備えあれば戸惑いなし!』ベストセラーズ ワニ文庫 ISBN 4584303738
- 1994年5月 - 『反則金なんか払わない 実践編 - 交通取締りに「NO」と言える本3』恒友出版 ノンフィクションブックス ISBN 4765240797
- 1995年1月 - 『交通違反・トラブルで困らない本 - 二輪・四輪の傾向と対策』ベストセラーズ ワニ文庫 ISBN 4584304394
- 1996年9月 - 『私は国を訴えた! 市民流〝裁判ゲーム〟 - 交通取締りに「NO」と言える本4』恒友出版 ノンフィクションブックス ISBN 476526114X
- 1997年11月 - 『警察の警察による警察のための交通取り締まり』（共著）メディアワークス オルタブックス ISBN 407307282X
- 1998年1月 - 『おまわりさんは税金ドロボウ - 突撃警察ルポ』（共著）メディアワークス オルタブックス ISBN 4073078402
- 1998年8月 - 『警察がインターネットを制圧する日』（共著）メディアワークス オルタブックス ISBN 4073085255
- 1999年6月 - 『最新版「交通取締り」に勝つ! - 不当な違反キップを切られないための対処法』ごま書房 ISBN 4341082043
- 2000年4月6日 - 『ここが知りたい - 交通違反・裁判まるわかり』小学館 小学館文庫 ISBN 4094173412
- 2002年4月20日 - 『交通違反で泣く人笑う人 - 納得いかない取り締まりへの対処法』成美堂出版 カンガルー文庫 ISBN 4415071236
- 2003年8月6日 - 『交通違反ウォーズ!』小学館 小学館文庫 ISBN 4094173420
- 2005年6月2日 - 『なんでこれが交通違反なの!? - 警察は教えない126の基礎知識』草思社 ISBN 479421409X
- 2008年3月10日 - 『裁判中毒 - 傍聴歴25年の驚愕秘録』角川書店 ワンテーマ21 ISBN 4047101346

### 漫画原作
- 2001年4月26日 - 『交通被告人前へ!! - スピード違反裁判闘争記』（原作）小学館 ビッグコミックス - 闘う交通違反シリーズ
  - 上『バトルオブ警察!の巻』 ISBN 409186211X
  - 下『バトルオブ裁判!の巻』 ISBN 4091862128
- 2001年～2002年 - 『駐禁ウォーズ!! - 交通取り締まり金脈研究』（原作）小学館 ビッグコミックス - 闘う交通違反シリーズ
  - 2001年10月30日 - 第1巻『レッカー移動』 ISBN 4091862136
  - 2001年11月30日 - 第2巻『違反は違反かよ!?の巻』 ISBN 4091862144
  - 2002年2月28日 - 第3巻『警察ってわけわからんの巻』 ISBN 4091862152
  - 2002年4月26日 - 第4巻『突撃するジャンヌ・ダルクの巻』 ISBN 4091862160
  - 2002年7月30日 - 第5巻『決戦!!親子対決の巻』 ISBN 4091862179

### 雑誌連載
- 『今井亮一の交通裁判ウォッチング』（月刊ラジオライフ、三才ブックス） - 交通違反に関わる裁判の傍聴記事。2006年2月号から開始。
- 『今井亮一の交通取り締まり研究所』（月刊ラジオライフ、三才ブックス） - 裁判所の判決や資料の読み込みなどを通して取り締まりの分析や対策をしようという記事。2014年から開始。

## 関連事項
- 自動速度違反取締装置（オービス）
- 簡易裁判所
- 自動車
- 自動車評論
- 情報公開法
- 駐車監視員
- 東京地方裁判所
- 日本大学の人物一覧
- 農林水産省
- 反則金
- ラジオライフ
- 遠藤事件

### 人物
- 阿曽山大噴火
- 小谷洋之
- 寺沢有
- 宮崎学